# 청주 대성고등학교 본관
청주 대성고등학교 본관(淸州 大成高等學校 本館)은 충청북도 청주시 상당구 청주대성고등학교 내에 있는 일제강점기의 건축물이다. 2002년 2월 28일 대한민국의 국가등록문화재 제6호로 지정되었다. 문화재 지정 당시의 문화재 명칭은 내덕동 청주상고 구 본관이었다.

## 개요
1936년 건립된 이 건물은 청주 지역 내 대표적인 사립 고등교육 교사이다. 붉은 벽돌을 쌓아 만든 2층 건물로, 이 지역에서 붉은 벽돌의 생산 및 축조 기술을 본격적으로 보급하게 되는 계기가 되었다. 주 출입구가 있는 중앙 부분이 약간 돌출되어 있으며, 1층과 2층에 돌림띠로 장식하고 수직의 긴 창이 반복적으로 배치되어 있다. 건립 당시의 모습이 비교적 그대로 남아 있어, 우리나라 근대기의 학교 건축 양식을 잘 보여주고 있다.

## 참고 문헌
- 청주 대성고등학교 본관 - 국가유산청 국가유산포털

## 같이 보기
- 청주대성고등학교